# Döbeln
Döbeln (česky též zastarale Doblín) je velké okresní město v německém zemském okrese Střední Sasko ve spolkové zemi Sasko. Má přibližně 24 tisíc obyvatel.

## Geografie

### Geografická poloha
Döbeln leží ve Středosaské vrchovině v široké kotlině Freiberské Muldy, přibližně uprostřed trojúhelníku tvořeném saskými sídelními městy Saská Kamenice, Drážďany a Lipsko. Okolí je tvořeno údolím řeky Muldy a okolní kopcovitou krajinou. Zemské hlavní město Drážďany je vzdáleno asi 50 km, Saská Kamenice asi 40 km, Lipsko 70 km a Berlín asi 200 kilometrů.
Döbeln má dva dálniční obchvaty na spolkové dálnici A 14, Döbeln Nord a Döbeln Ost.

### Sousední obce
Sousedními obcemi jsou Großweitzschen (zemský okres Střední Sasko), Zschaitz-Ottewig (zemský okres Střední Sasko), Lommatzsch (zemský okres Míšeň), Nossen (zemský okres Míšeň), města Hartha, Roßwein a Waldheim (vše zemský okres Střední Sasko).

## Historie

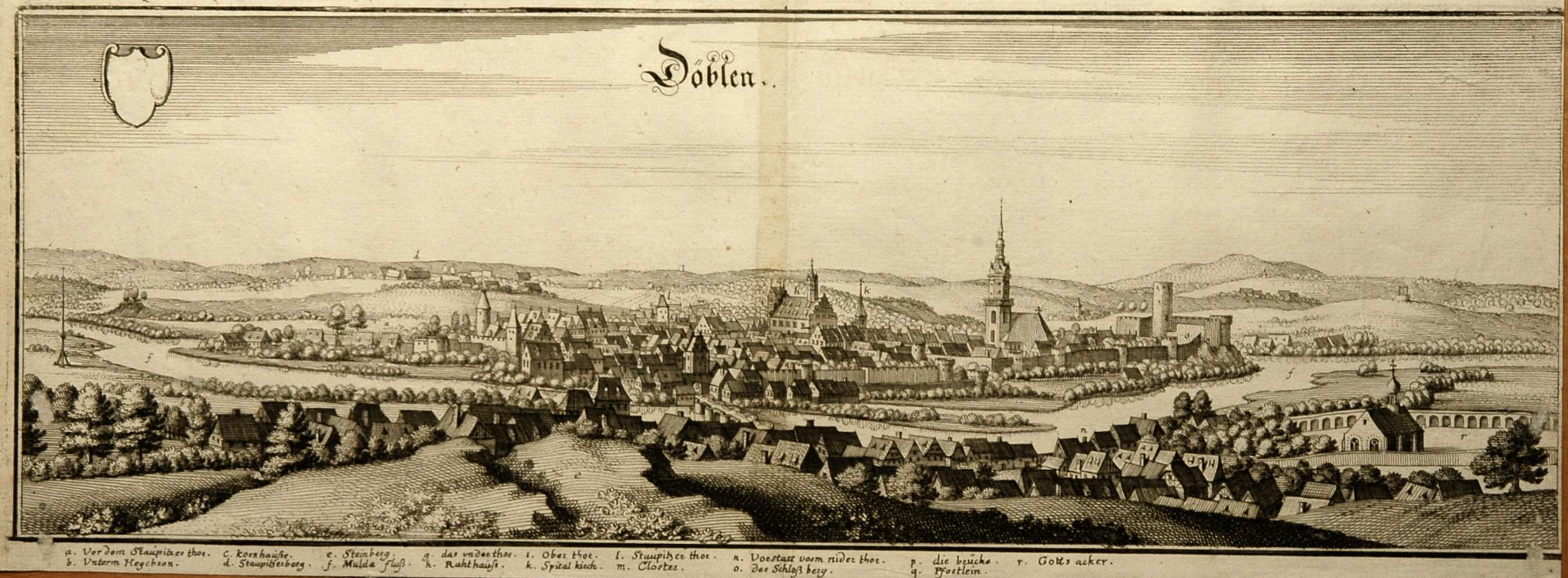
Döbeln kolem roku 1650

Kraj okolo Döbelnu je od 8. století osídlen Slovany, Lužickými Srby. Název města pochází ze starosrbského výrazu doblin, který se odvozuje od osobního jména Dobl.
Počátky německé vlády sahají do 10. století a následné osídlení přišlo v souvislosti s Liudolfovci (zvanými též Otoni či Otoni), zejména pak za panování krále Jindřicha I.
Po roce 929 bylo někdejší slovanské opevnění na Burgbergu přebudovány na německé opevnění hrad Doblín, které bylo centrem míšeňské marky. Na úpatí Burgbergu bylo sídliště, z něhož později vzniklo město Döbeln (od roku 1350 civitas). Z listiny císaře Oty II. z roku 981 lze soudit, že hrad Doblin a přilehlé země věnoval memlebenskému klášteru. Jednalo se přitom od rozlehlý kraj mezi Sapavou a Velkou Střehavou. Jde zároveň o první písemnou zmínku o Doblíně (981).

## Osobnosti
- Erich Heckel (1883–1970), německý expresionistický malíř a grafik
- Sabine Johnová (* 1957), sedmibojařka